# Танаат (село)
Танаа́т (арм. Թանահատ), до 1991 года — Джомартлу  (азерб. Comardlı), — село в Сюникской области, в 19 километрах южнее Сисиана.

## История
До 19 апреля 1991 года село называлось Джомартлу́. По словам азербайджанского лингвиста Азамата Рустамли, топоним может происходить или от тюркского слова джом — «племя» или слова джомард — «смелый, храбрый».
В 1918 году во время армяно-азербайджанской войны азербайджанское село Джомартлу было захвачено войсками Андраника Озаняна.

## Население
По данным «Свода статистических данных о населении Закавказского края, извлечённых из посемейных списков 1886 года» в селе Джомартлу Сисианского сельского округа Зангезурского уезда было 43 дыма и проживало 244 азербайджанца (указаны как «татары»), которые были в основном шиитами по вероисповеданию и крестьянами.
В «Памятной книжке Елисаветпольской губернии на 1910 год» указано, что в селе Джамартлу было 52 дыма и проживало 292 жителя, все азербайджанцы-мусульмане (в источнике — «татары»-«магометане»). По данным Кавказского календаря на 1910 год, в селе Джамартлу Зангезурского уезда в 1908 году проживало 400 человек, в основном азербайджанцев, указанных как «татары». По данным Кавказского календаря на 1910 год, в селе Джамарлу Зангезурского уезда проживало 381 человек, в основном азербайджанцев, указанных как «татары». По данным Кавказского календаря на 1915 год, в селе Джомартлу Зангезурского уезда проживало 405 человек, в основном азербайджанцев, указанных как «татары».
Из этого села также происходит семья Алиевых, ставших впоследствии правящей президентской династией Азербайджана.

## Достопримечательности
Танаат находится на юге исторической армянской области Сюник. Вблизи села находятся руины одноимённой церкви, постройка которой датируется V веком (не следует путать с монастырём Танаат, который находится в Вайоц-Дзорской области вблизи города Ехегнадзор).

## Известные уроженцы
- Гасан Алиев (1907—1993) — советский и азербайджанский учёный, академик АН Азербайджанской ССР[11].
- Гусейн Алиев (1911—1991) — советский и азербайджанский художник-живописец, народный художник Азербайджанской ССР[12].

## Галерея

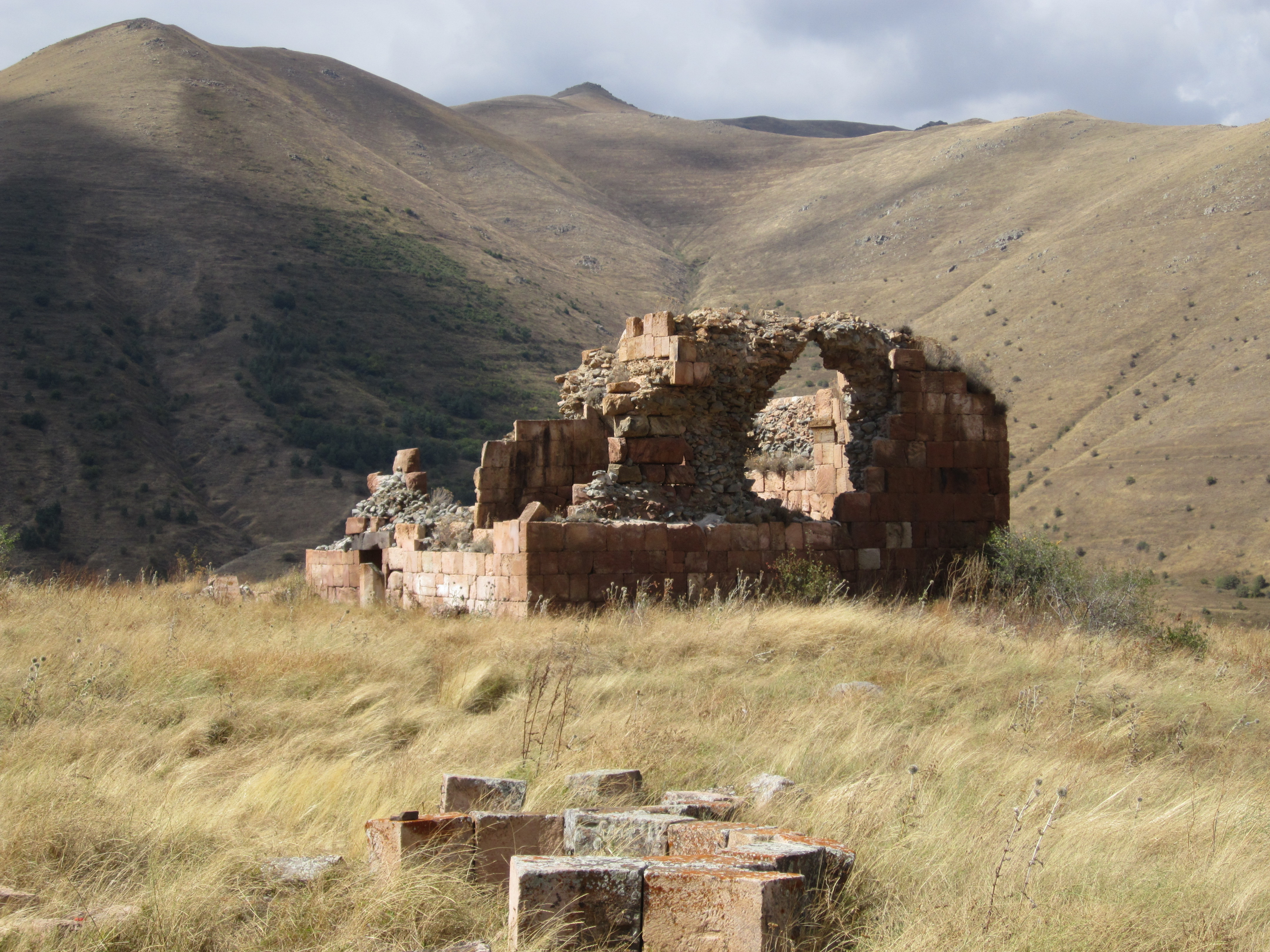
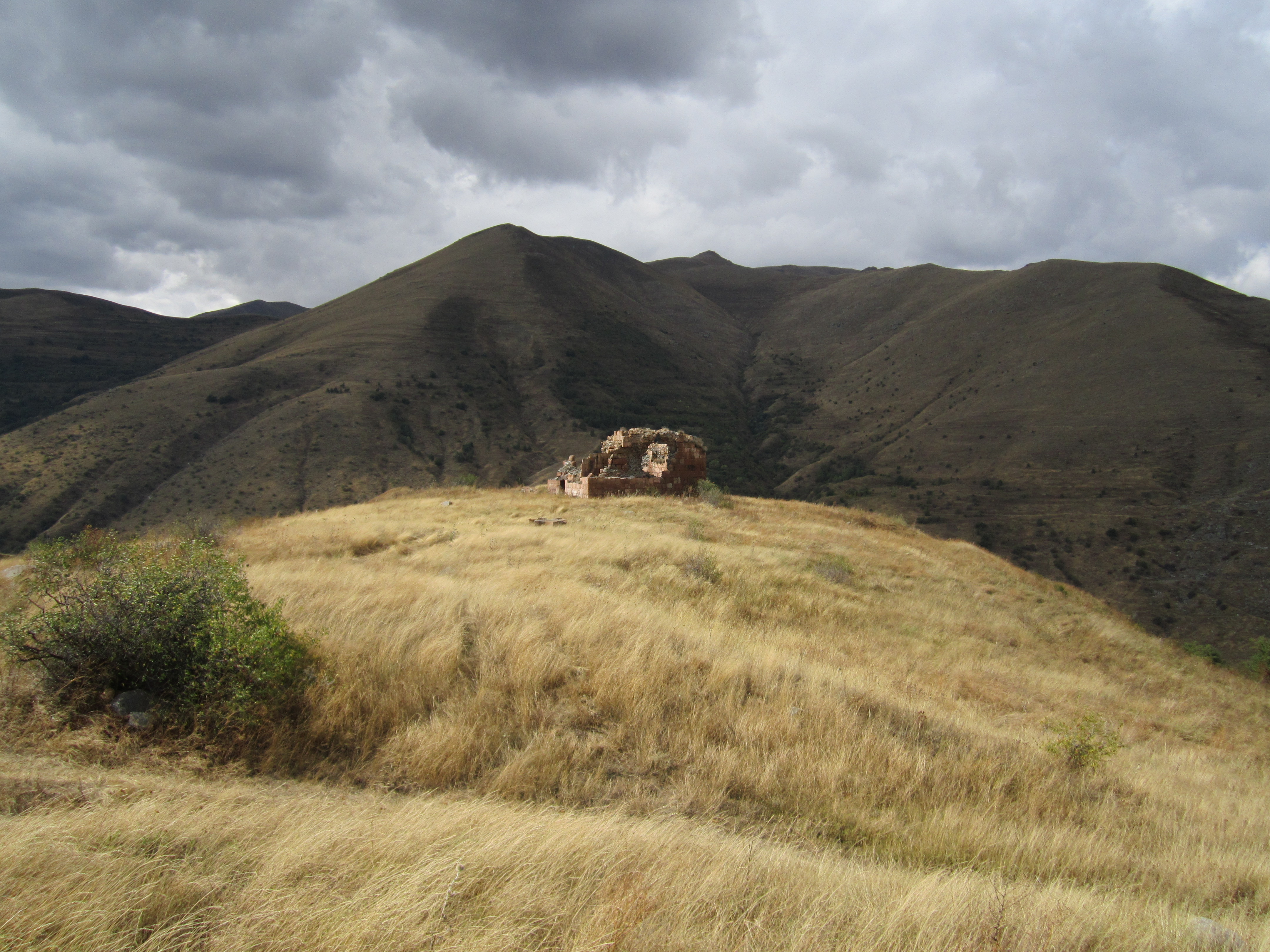
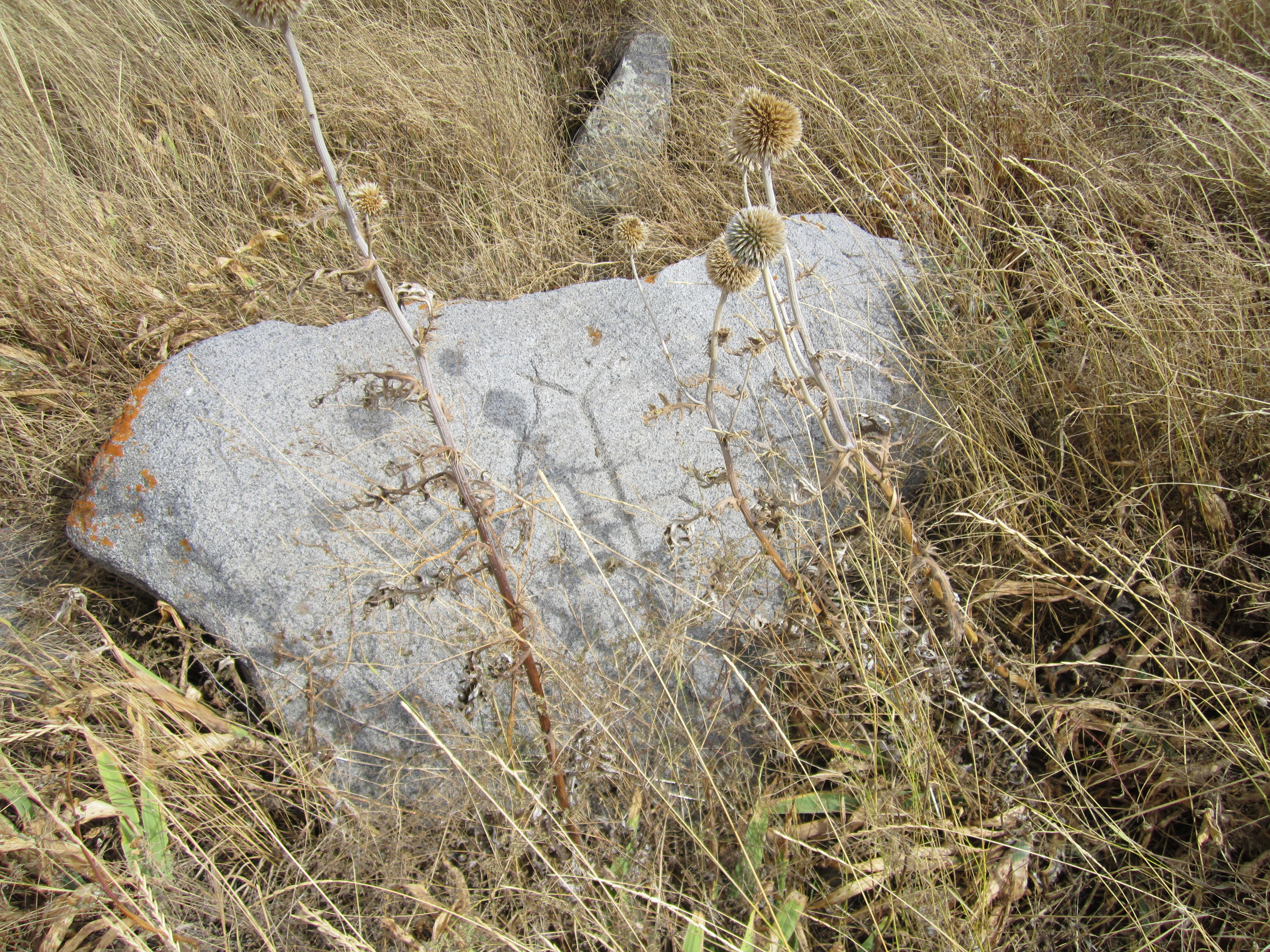
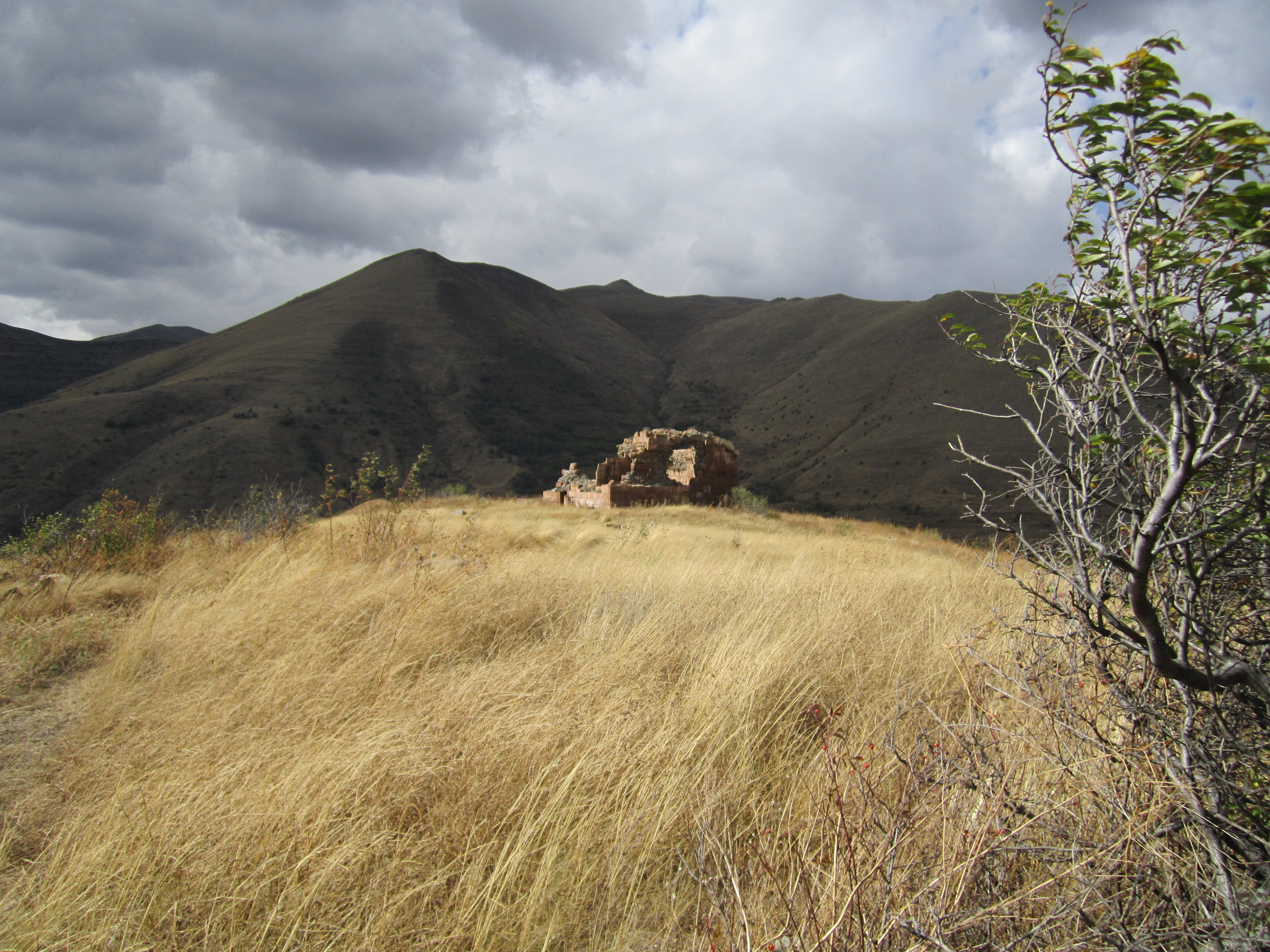
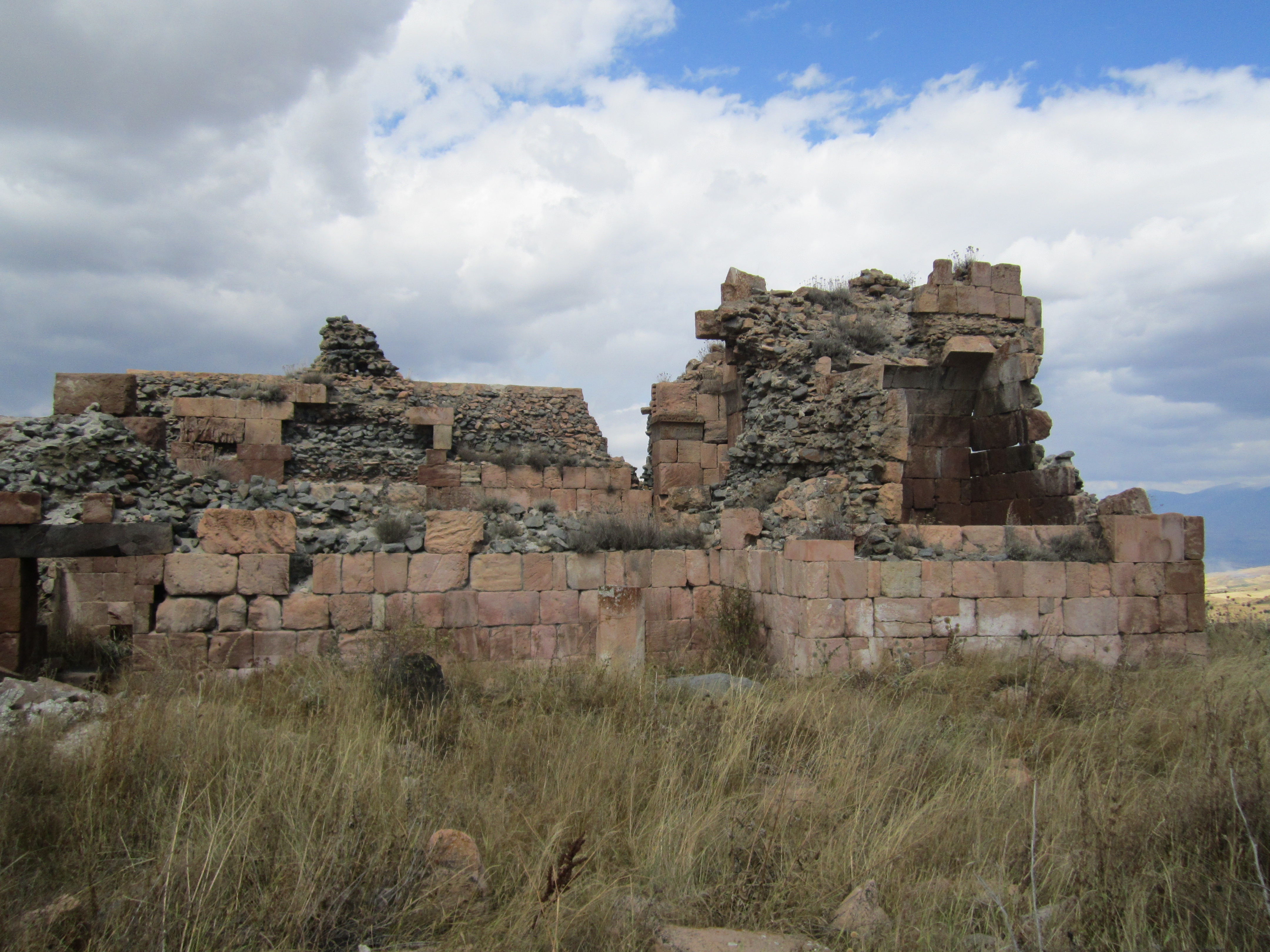
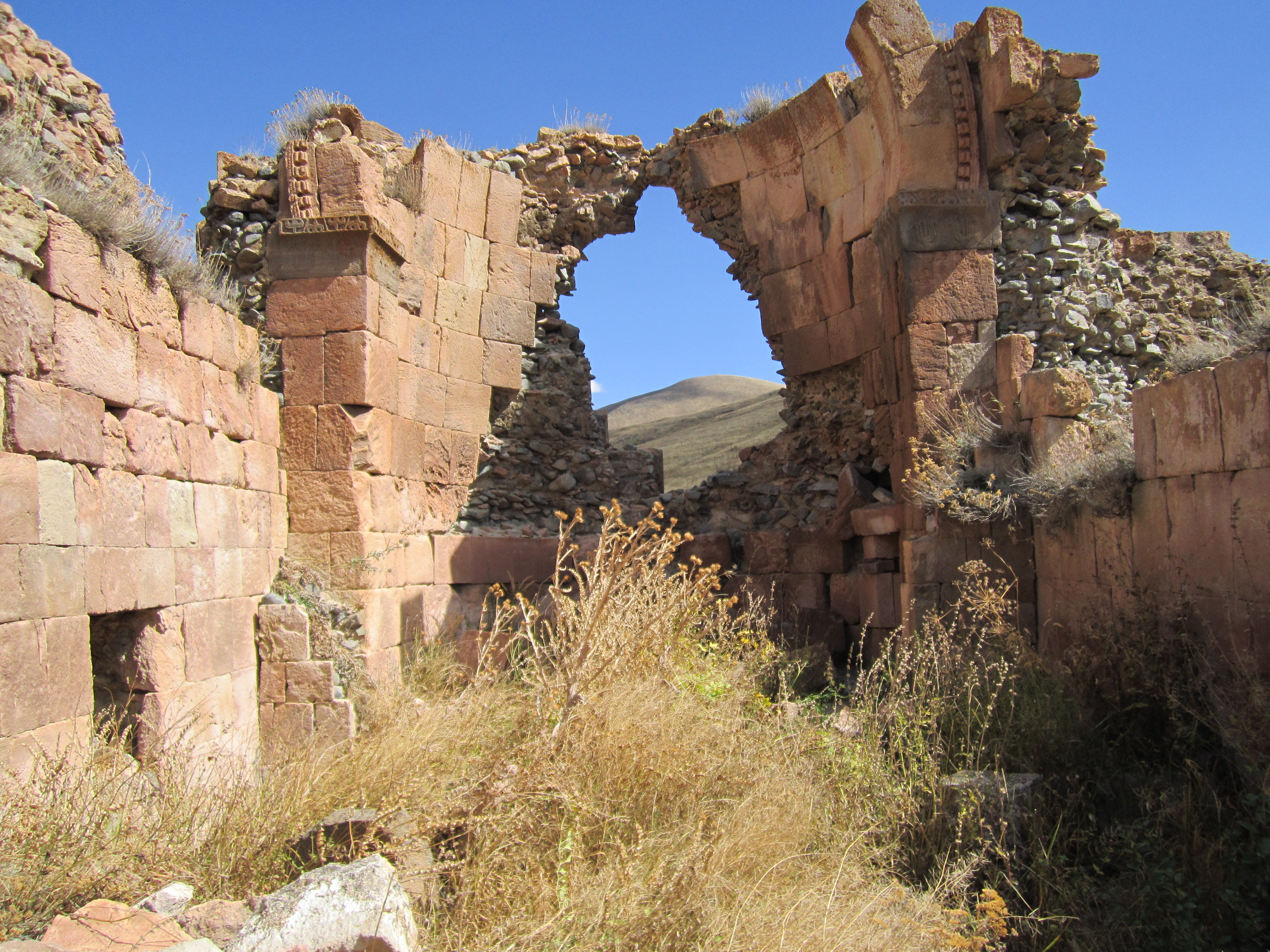
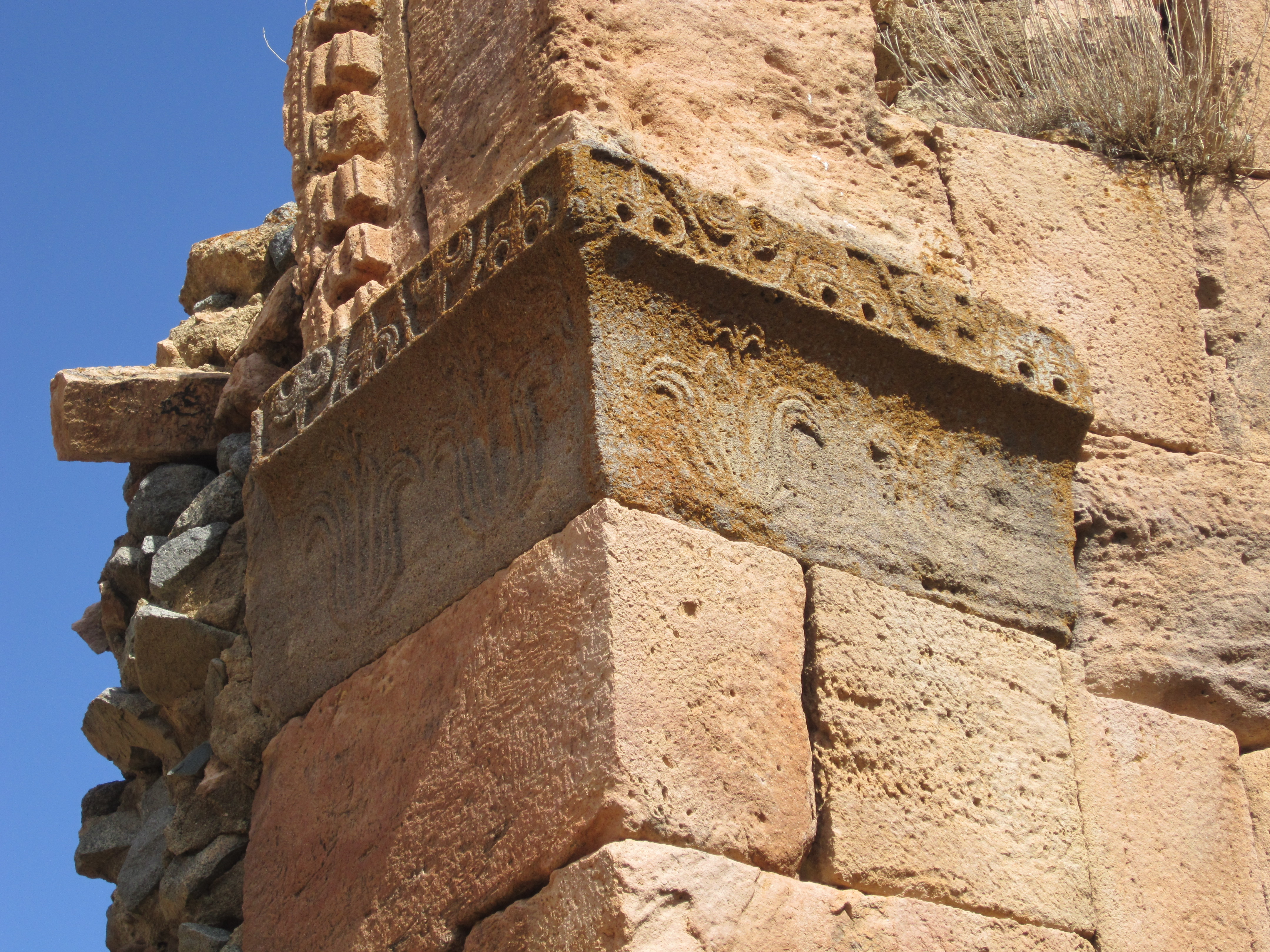
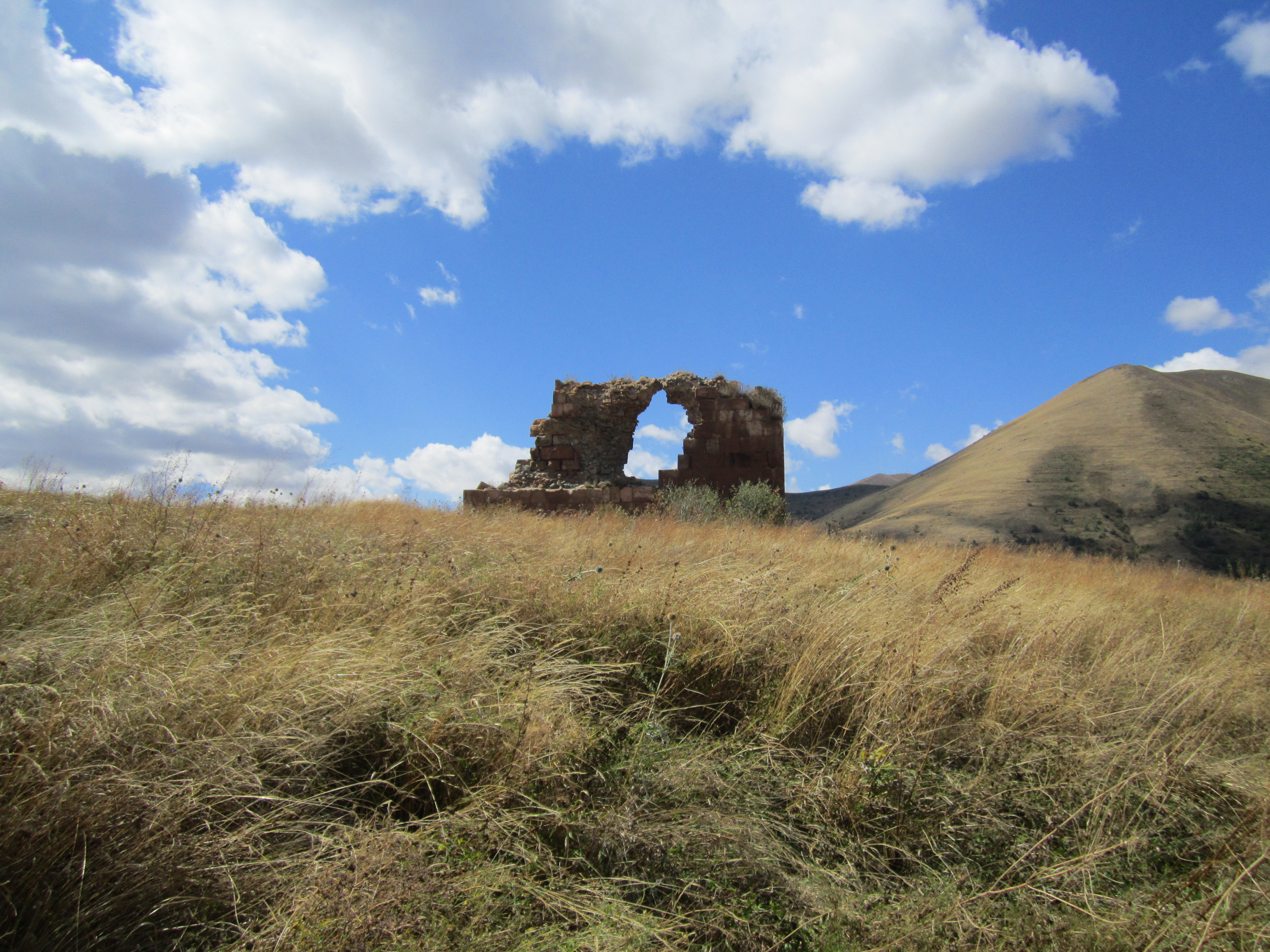